# Лорийн
Лорен Синеб Нора Талхави (на шведски: Lorine Zineb Nora Talhaoui [lɔˈreːn ˈsiːnɛb noːˈra talˈhavi], известна с артистичното си име Лорийн (Loreen), е шведска поп певица и музикален продуцент от смесен етнически произход. Тя е два пъти победителка в песенния конкурс Евровизия 2012 и Евровизия 2023.

## Биография
Родена е в семейство на имигранти от мароканско-берберски произход в Стокхолм, Швеция на 16 октомври 1983 г.
Започва музикална дейност през 2004 г. с участие в известния шведски музикален конкурс „Idol 2004“, на който заема 4-то място.
През 2005 г. пуска дебютния сингъл The Snake съвместно с групата Rob’n’Raz. По-късно става водеща в телевизионния канал TV11.
На 10 март 2012 г. побеждава в популярния шведски телевизионен конкурс Melodifestivalen, с което печели правото да представи своята страна на ежегодния песенен конкурс „Евровизия“.
Конкурсната песен Euphoria е изпълнена от Лорийн на 24 май във втория полуфинал и се класира за финала. На 26 май 2012 г. тя печели първо място в песенния конкурс „Евровизия 2012“, набирайки общо 372 точки.

## Лорийн в България
Лорийн за първи път посещава България, по случай грандиозния концерт-спектакъл, на 25 март 2016 г. в зала 1 на НДК, с който телевизия „ММ“ отбеляза 20 години от създаването си.

## Дискография
- Heal (2012)
- Ride (2017)